# Trubarjeva ulica (Maribor)

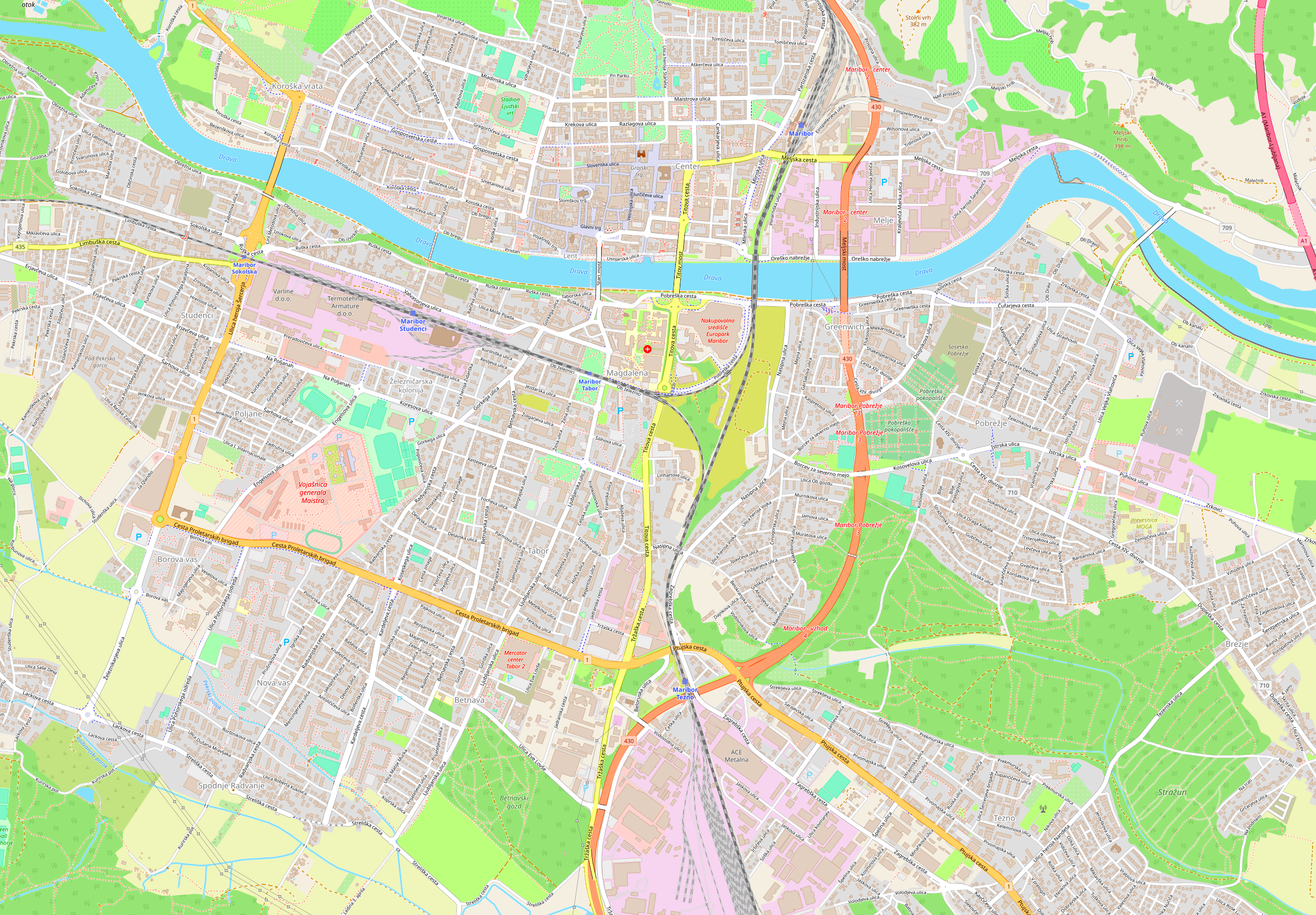

Trubarjeva ulica (Trubar-Gasse) ist der Name einer Straße im Stadtbezirk Center von Maribor, Slowenien. Sie ist benannt nach Krainer protestantischen Prediger und Begründer des slowenischen Schrifttums sowie der evangelischen Kirche in Slowenien Primož Trubar (1508 bis 1586).

## Geschichte
Die Straße wurde in den 1860er-Jahren als Verlängerung der Theatergasse (Gledališka_ulica) mit diesem Namen nach Norden bis zum heutigen Stadtpark neu angelegt. 1910 und noch einmal 1941 wurde sie in Luthergasse, 1919 und 1945 in Trubarjeva ulica, umbenannt. Ihr nördlicher Abschnitt am westlichen Rand Stadtparks hieß 1942 Franz-Girstmayr-Gasse nach dem steirischen Politiker Franz Girstmayr  und ging dort in die Straße Weißer Weg (heute Za Kalvarijo) über.

## Lage
Die Straße verläuft von der Kreuzung Gledališka ulica und Gregorčičeva ulica nach Norden zur südwestlichen Ecke des Stadtparks (Kreuzung Kamniška ulica und Pri parku), dann als westliche Begrenzung des Stadtparks bis zum Übergang in den Bereich der Siedlung Za Kalvarijo.

## Abzweigende Straßen
Die Trubarjeva ulica berührt folgende Straßen (von Süd nach Nord): Krekova ulica, Mladisnka ulica, Kamniška ulica und Pri parku, Vinarska ulica, Marčičeva ulica.

## Bauwerke und Einrichtungen
- Evangelische Kirche Maribor[5]